# Фауна Волгограда
Фауна Волгограда включает несколько тысяч видов, большая часть которых представлена беспозвоночными.

## Общий обзор
Город протянулся примерно на 60 — 80 км вдоль реки Волги.
Территория Волгограда — 56,5 тысяч га (0,5 тысяч кв. км). Климат умеренно континентальный. Возможны резкие перепады температур, что является серьёзным испытанием для многих животных. Основной почвенный покров — светло-каштановые почвы различного механического состава с разной степенью засоленности.
Шестнадцать процентов всей площади Волгограда занимают промышленные зоны. Примерная площадь городских стихийных свалок на 2007 год составляла 95 га. Ежегодное увеличение отходов на душу населения в Волгограде составляет 4 — 6 %.
Зелёные насаждения города бедны в видовом отношении. 45 % всех насаждений составляют клён ясенелистный и вяз приземистый, которые в Волгограде отличаются недолговечностью (18 — 20 лет). Другие обычные деревья: робиния псевдоакация, клён татарский, ясень пенсильванский, тополь бальзамический, тополь чёрный. Площадь зелёных насаждений ниже норм установленных для промышленных городов. 80 % насаждений города представляют собой старовозрастные и инфицированные посадки 1950—1970 годов. Это в частности обуславливает относительно низкое видовое разнообразие птиц на большей части городского пространства.
В границах городских лесов Волгограда создано 5 лесничеств.
Водные объекты в черте города подвержены загрязнению промышленными стоками и другими видами отходов, что отрицательно сказывается на видовом разнообразии гидробионтов.
Условия города приводят к изменению жизненных циклов и некоторых особенностей поведения животных относительно их сородичей живущих вне населённого пункта. Так например обычно перелётные грачи массово остаются зимовать в Волгограде где они получают достаточно корма. Некоторые водоплавающие и водно-болотные птицы зимуют на незамерзающих участках нижнего бьефа Волжской ГЭС и в пойме реки Царица где протекают загрязненные коммунальные стоки. Домовые мыши (Mus musculus) размножающиеся обычно по 4-5 раз в год, в условиях города приносят по 8-10 выводков.
Значительная доля животных города представлена лесными и околоводными видами.
Своеобразна природа островов включённых в городскую черту.
Остров Денежный — затапливаемый по весне, подверженный частым пожарам, незаселённый людьми и без регулярного транспортного сообщения. На острове распространены виды животных приспособившиеся переживать сильное половодье и пожары. Из птиц наиболее обычны чайки, серые вороны, грачи. Встречаются золотистые щурки.

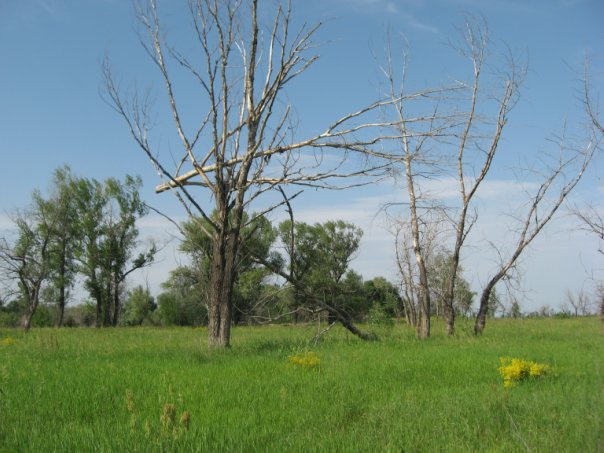
Остров Денежный (июнь 2009)
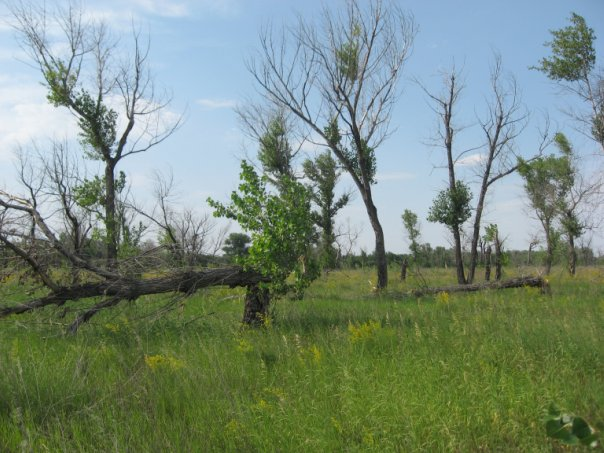
Растительность о. Денежного (июнь 2009)

Остров Сарпинский — Самый большой волжский остров. Имеет постоянное население и регулярное транспортное сообщение. Входит в Волго-Ахтубинскую пойму. На острове множество озёр и ериков. Большинство из них бессточные, лишь в южной части острова озеро Большое Сенное вытекает в Волгу. Самые крупные озёра — Большое Сенное и Таловое. На острове располагается ключевая орнитологическая территория площадью 10 га. Островная система Сарпинский-Голодный является охраняемым природным ландшафтом местного значения с ведомственной подчинённостью департаменту по охране окружающей среды и природных ресурсов.
На территории города встречаются редкие виды животных, некоторые из которых занесены в различные Красные книги. Например: степные дыбки, желтобрюхие полозы, орланы-белохвосты, филины и пеликаны.
Только из окрестностей Волгограда известна роющая оса, единственный представитель своего рода в северной Палеарктике аптерогина волжская (Apterogyna volgensis), занесённая в Красную книгу России как сокращающийся в численности вид.

### Беспозвоночные (Invertebrata)
Паукообразные
Из пауков (Araneae) встречаются — крестовик обыкновенный (Araneus diadematus), аргиопа Брюнниха (Argiope bruennichi), аргиопа дольчатая (Argiope lobata), южнорусский тарантул (Lycosa singoriensis), пизаура удивительная (Pisaura mirabilis). Возможна встреча с самым ядовитым животным Волгоградской области — каракуртом (Latrodectus tredecimguttatus). Этот вид не типичен для окрестностей Волгограда. До этих границ его популяция расширяется лишь в экстремально засушливые годы, какими были 2009 и 2010. В окрестностях Волгограда этот вид также облюбовал стихийные свалки, так как здесь легко найти надёжное убежище среди мусора, а гнездо, расположенное в складках одежды, обеспечивает укрытие от непогоды.

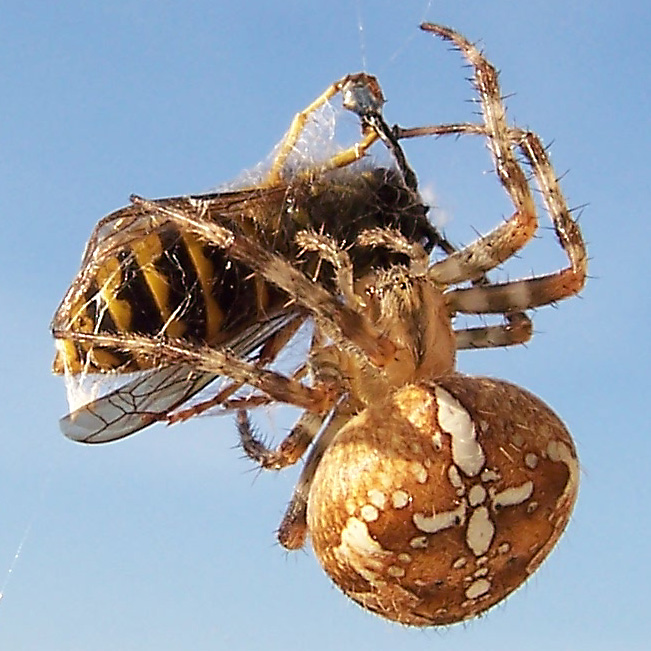
Крестовик обыкновенный
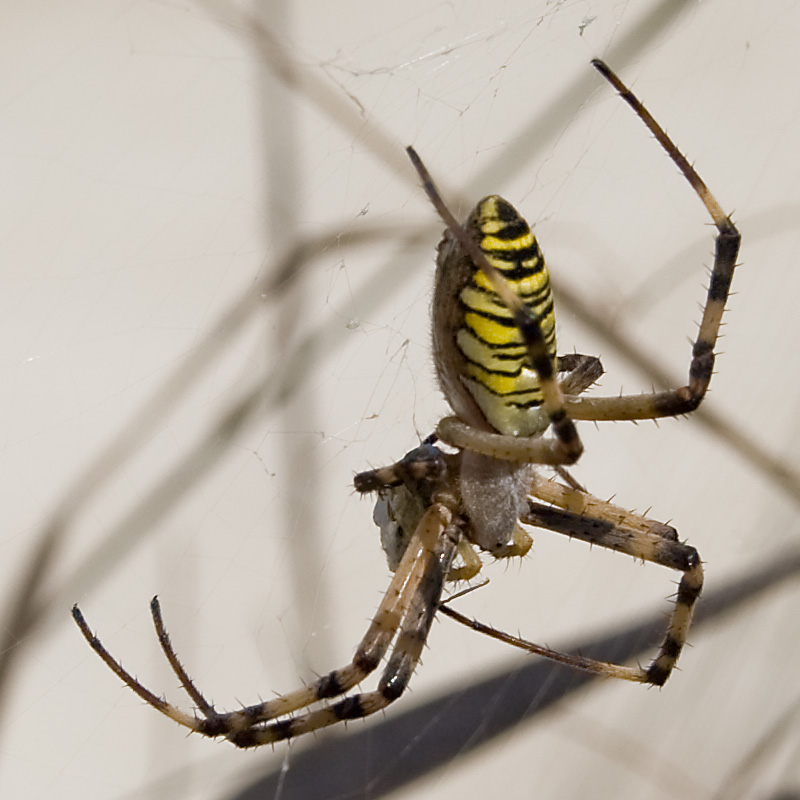
Аргиопа Брюнниха
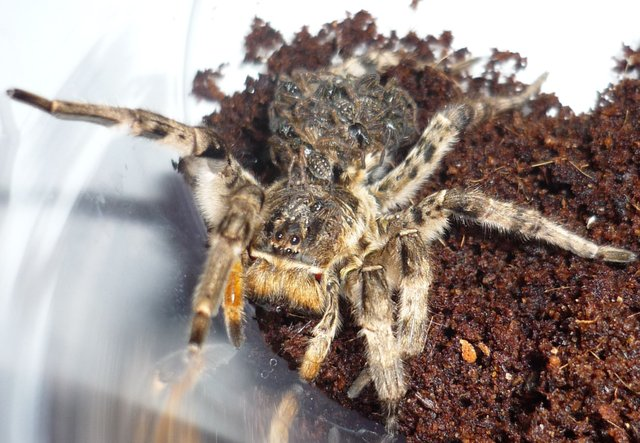
Южнорусский тарантул
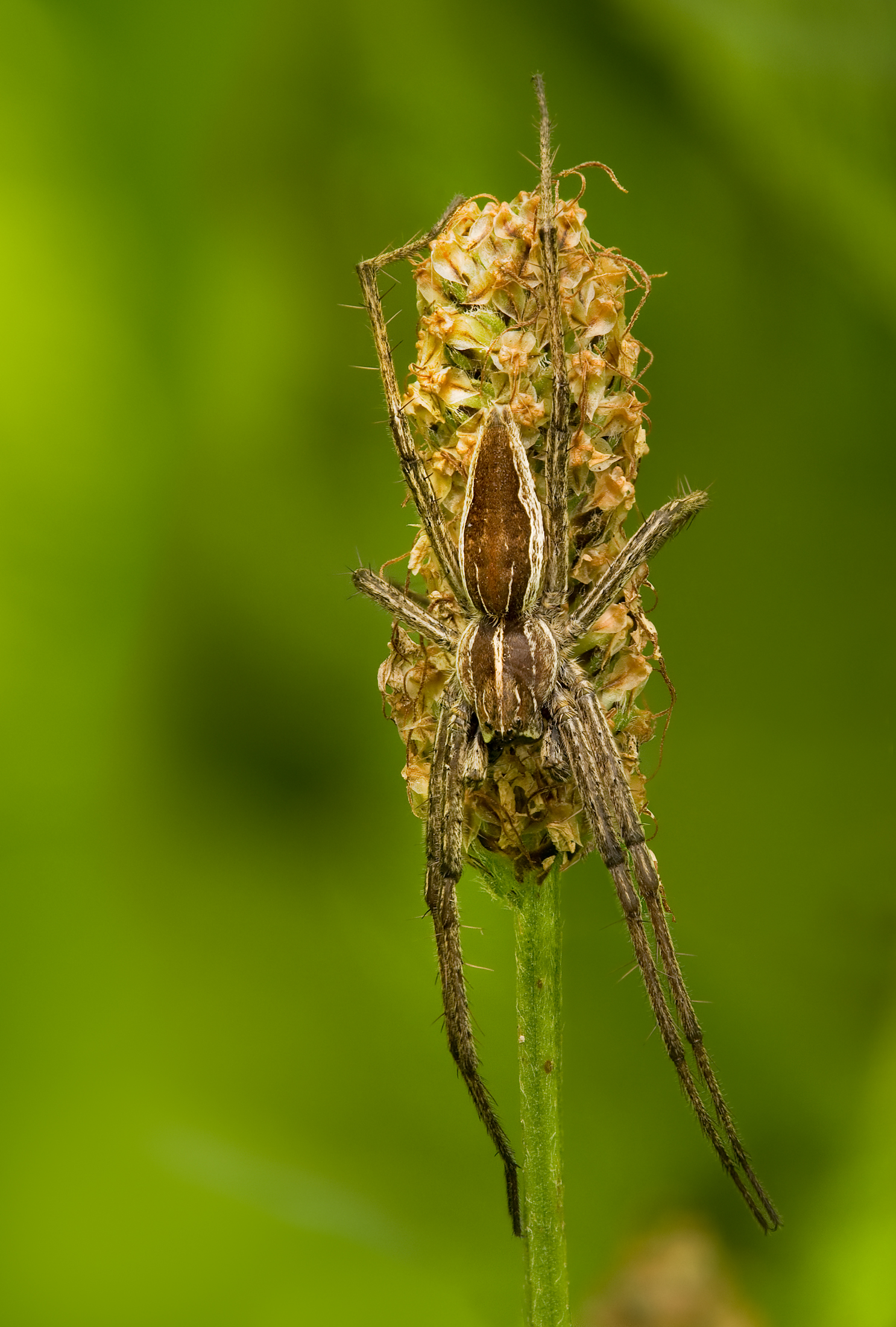
Пизаура удивительная

Фаланги (Solifugae) на территории Волгограда представлены одним видом — сольпуга обыкновенная (Galeodes araneoides), который был описан впервые Петером Симоном Палласом предположительно с территории нынешнего Волгограда, где этот вид в то время был обычен и нередко забегал в дома местных жителей.
Паллас считал сольпугу ядовитой, как и большинство местных жителей в то время, на территории её обитания. В настоящее время распространено не подтверждённое достоверными источниками мнение о возможности заноса инфекции при её укусе. В прошлом веке Е. Павловским и А. Штейном были проведены исследования показавшие отсутствие у сольпуги обыкновенной ядовитых желёз. Она не смогла прокусить кожу исследователей и только оцарапала её, что не вызвало ни отравления, ни заражения.
Насекомые
Из насекомых (Insecta) можно встретить — богомола обыкновенного, медляка песчаного, подалирия.

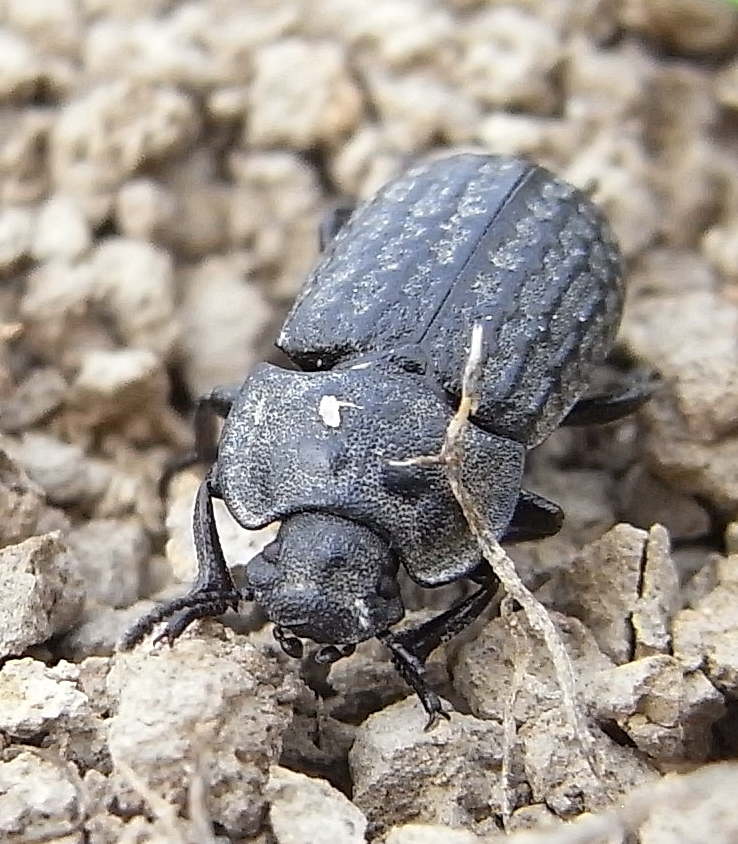
Береговой медляк
Богомол обыкновенный
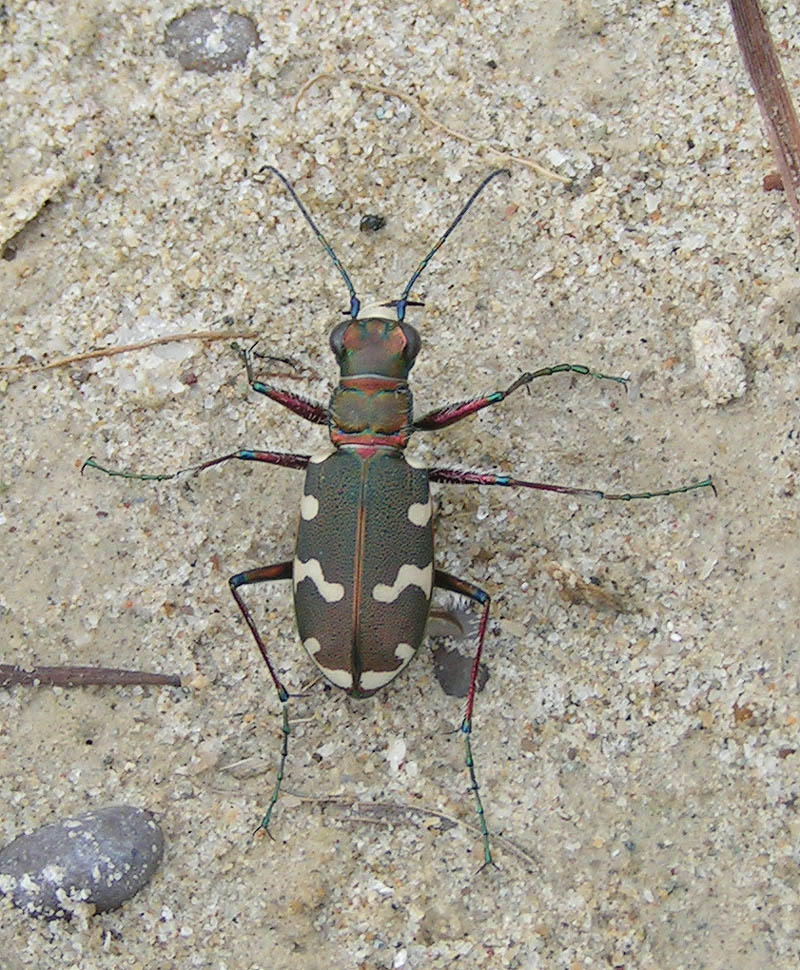
Скакун-межняк (Cicindela hybrida)
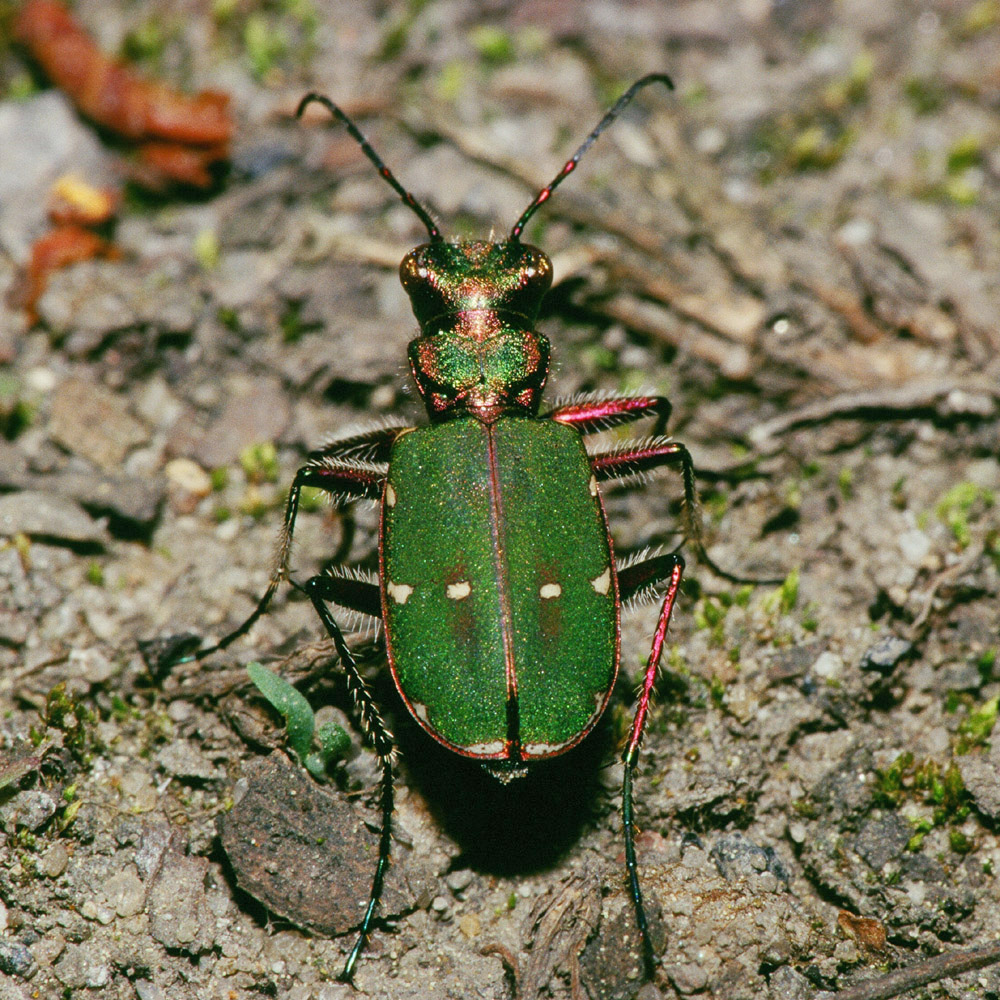
Скакун полевой (Cicindela campestris)

Рыжий (Neodiprion sertifer) и обыкновенный (Diprion pini) сосновые пилильщики, а также листовёртка зелёная дубовая (Tortrix viridana) нередки в лесных насаждениях Волгограда. Они являются основными вредителями городских лесных насаждений среди насекомых.

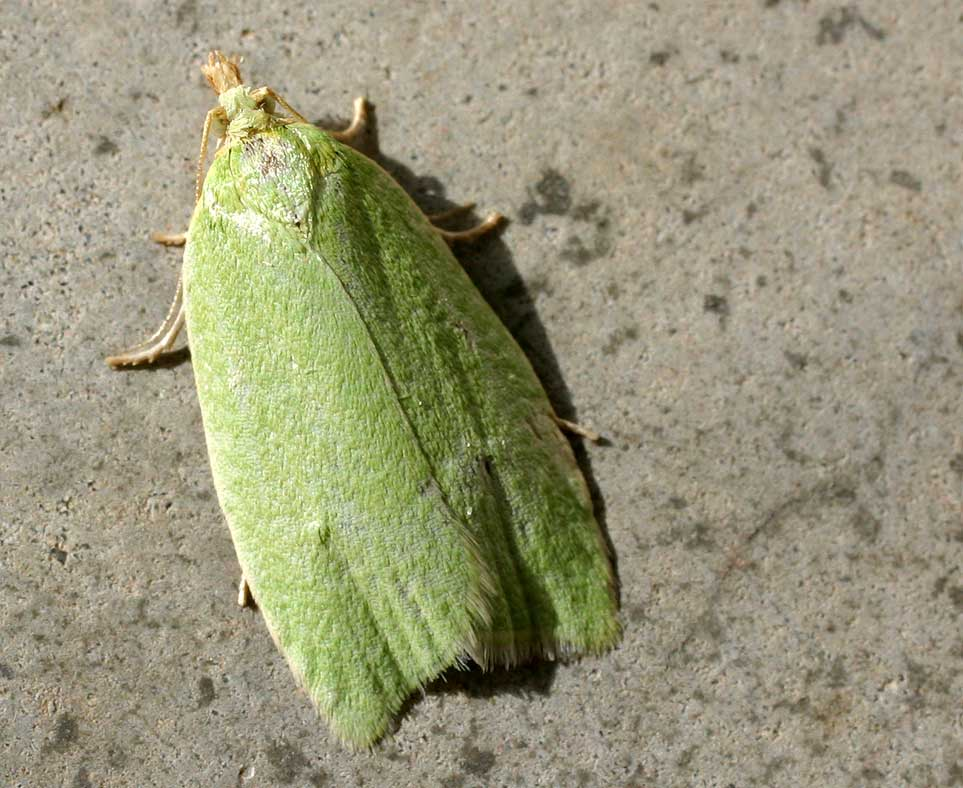
Tortrix viridana
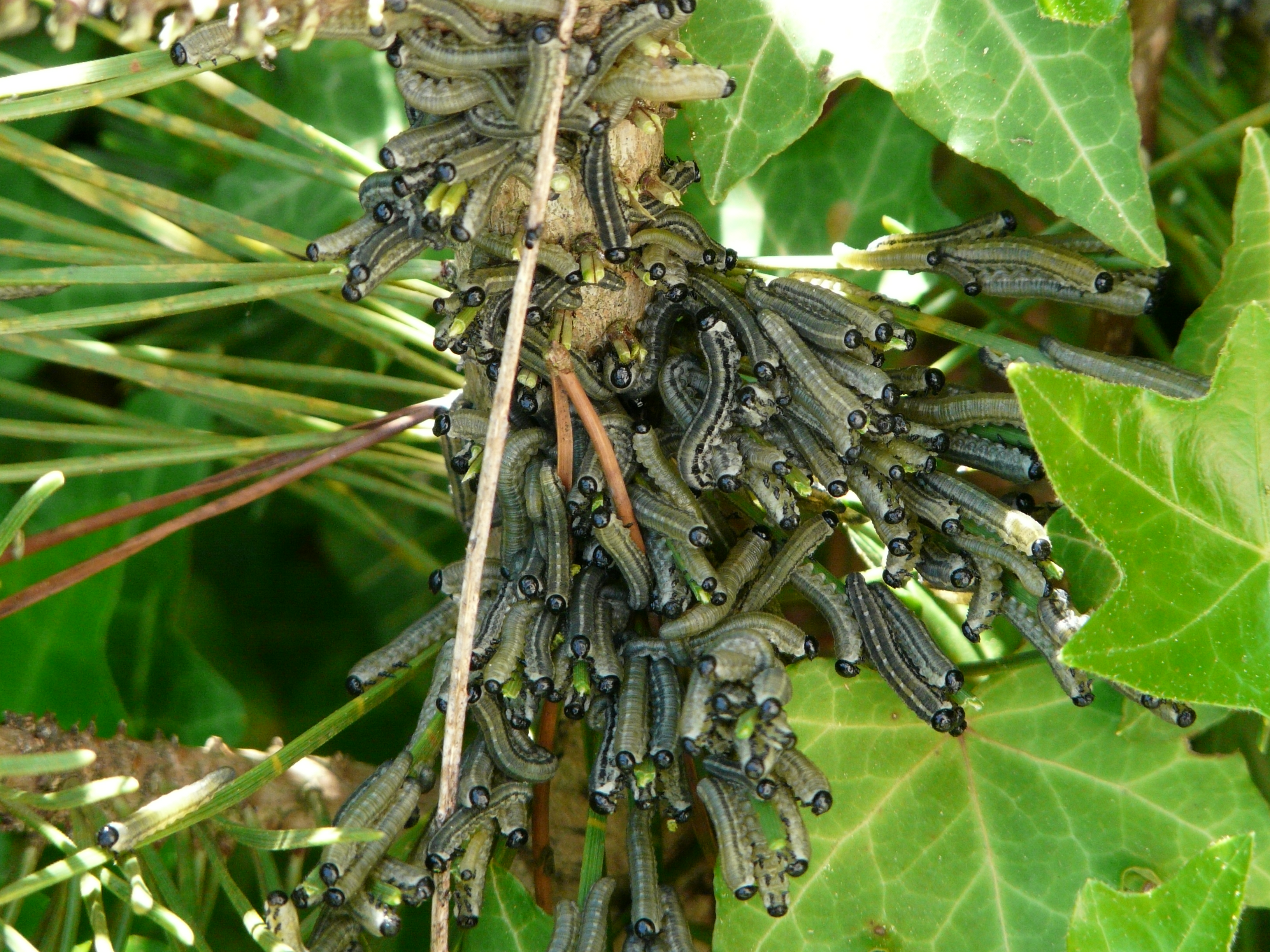
Neodiprion sertifer
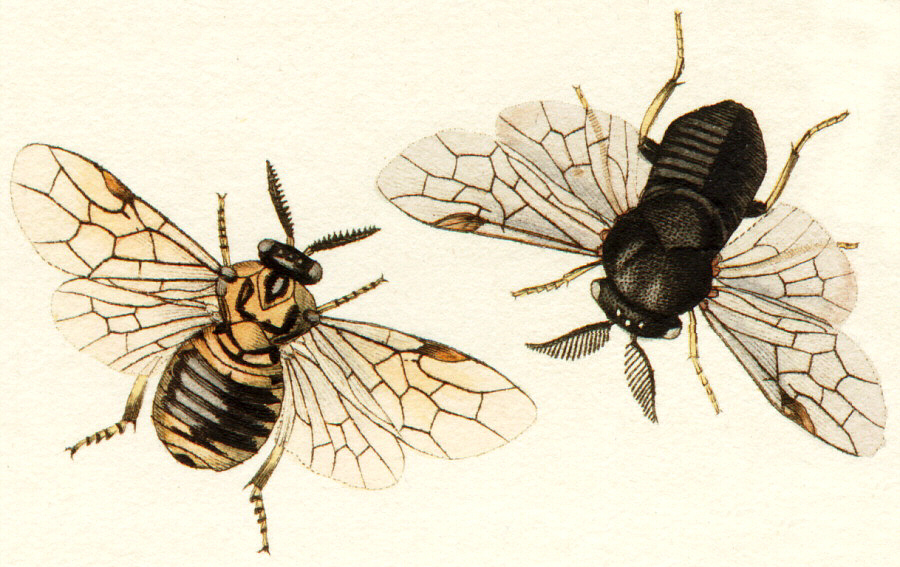
Diprion pini

В Волгограде проводятся специальные дезинсекционные мероприятия направленные против личинок комаров, которые могут являться переносчиками Лихорадки Западного Нила. В 2012 году была проведена 4-х кратная дезинсекция водоемов на территории Волгограда на площади 1532,7 га (с учётом кратности обработок) микробиологическим препаратом бактицид.
Видовой список дендрофагов обитающих на территории Волгограда включает 322 вида, принадлежащих к 66 семействам и 6 отрядам.

### Позвоночные (Vertebrata)
Пресмыкающиеся
Из пресмыкающихся (Reptilia) наиболее обычны прыткая ящерица, разноцветная ящурка, водяной и обыкновенные ужи, а также европейская болотная черепаха.

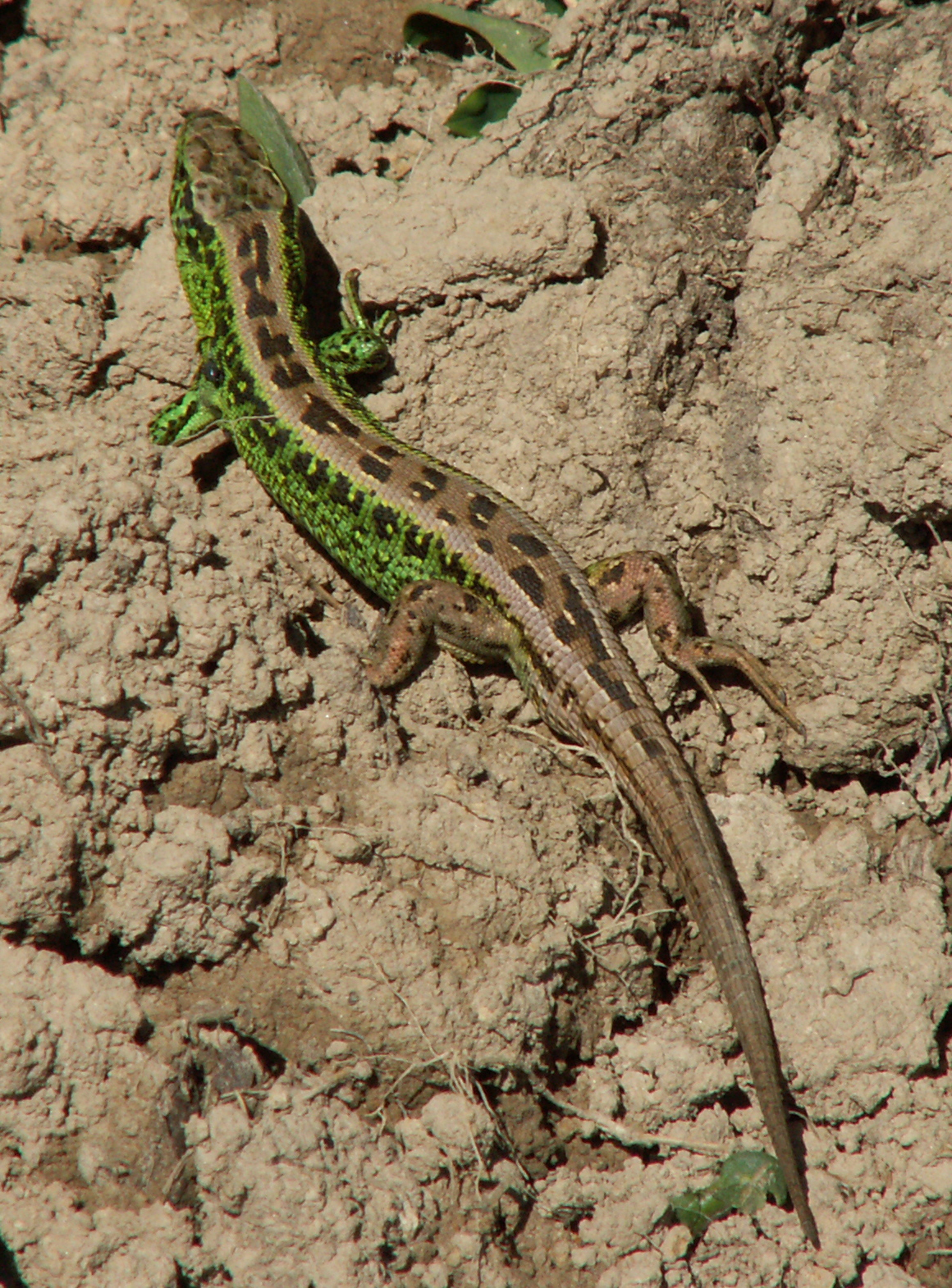
Прыткая ящерица
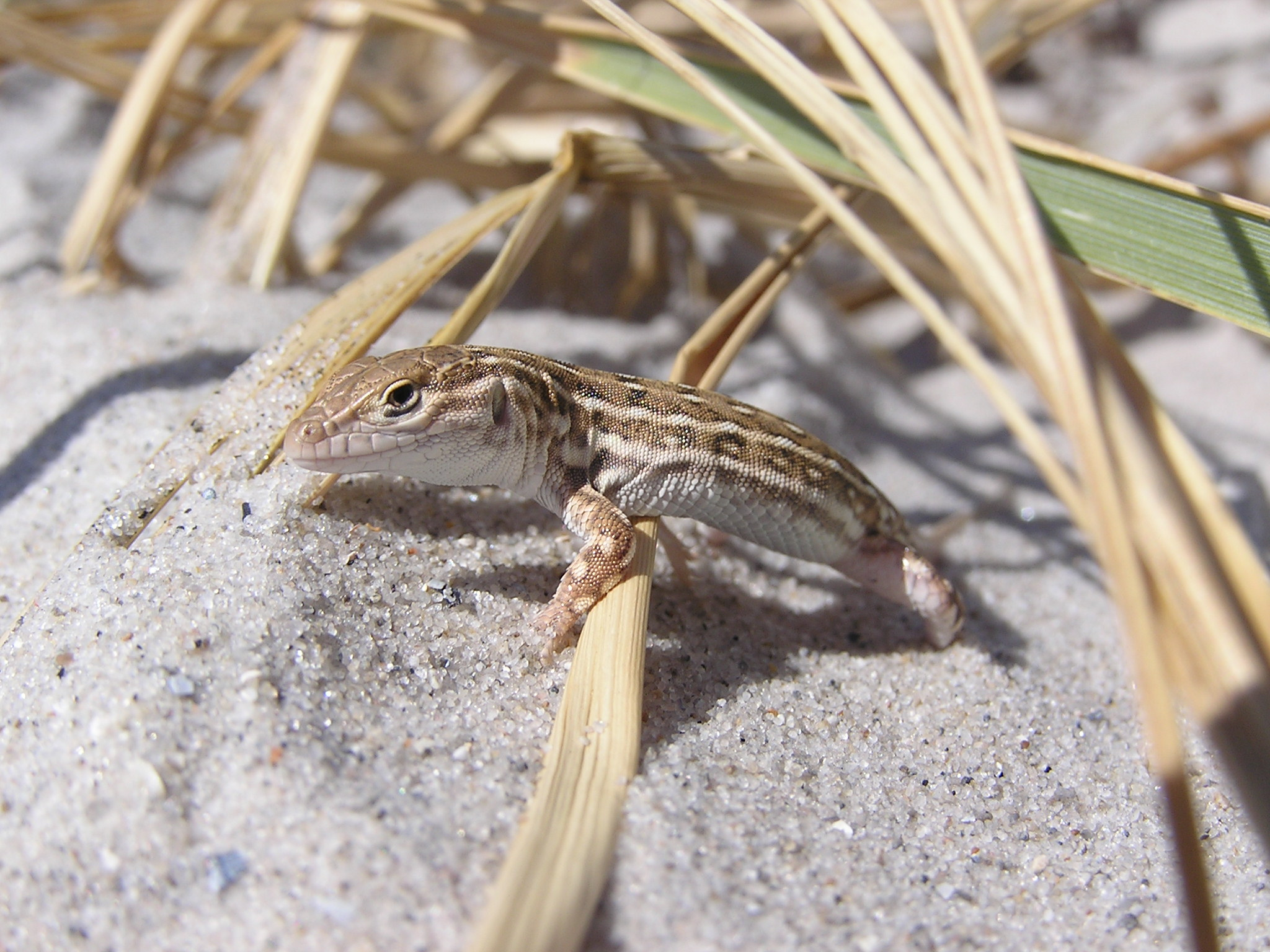
Разноцветная ящурка
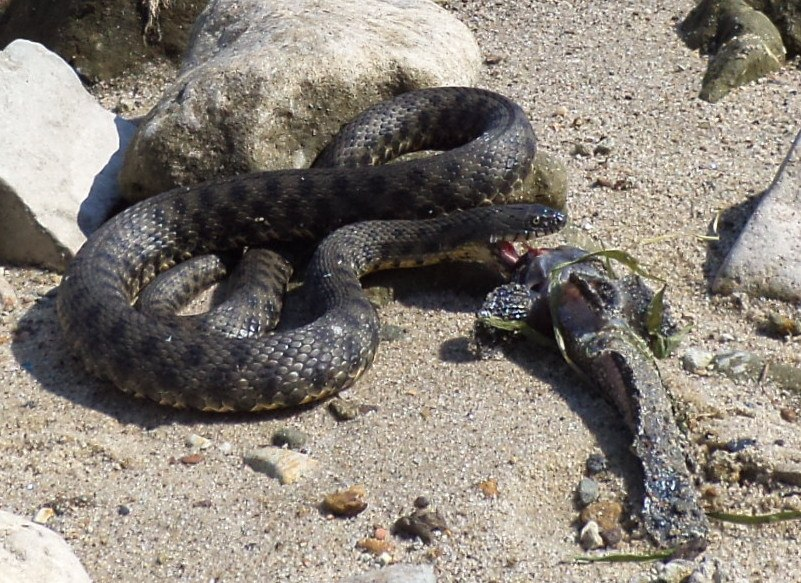
Водяной уж
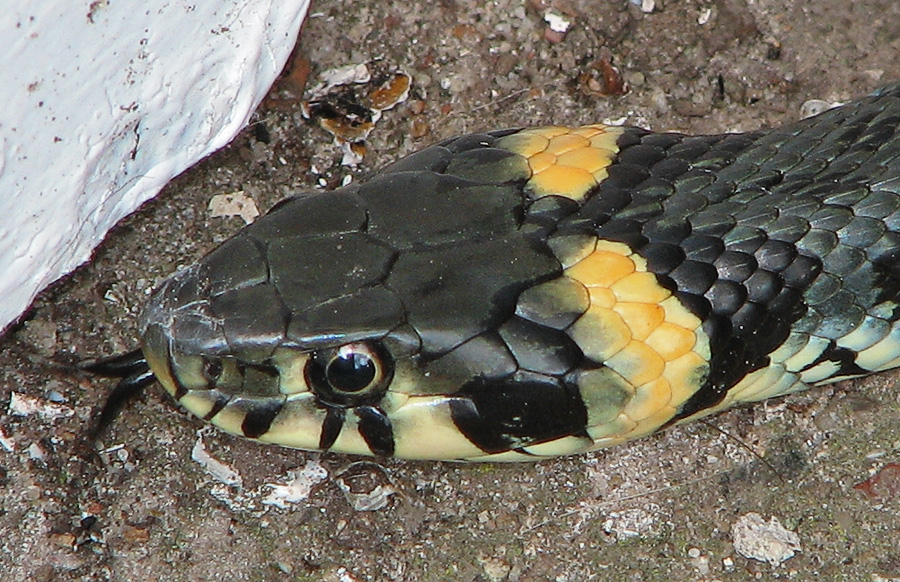
Обыкновенный уж

Редки узорчатые и особенно желтобрюхие полозы. Желтобрюхий полоз включён в Красную книгу Волгоградской области с присвоением 3 категории редкости.

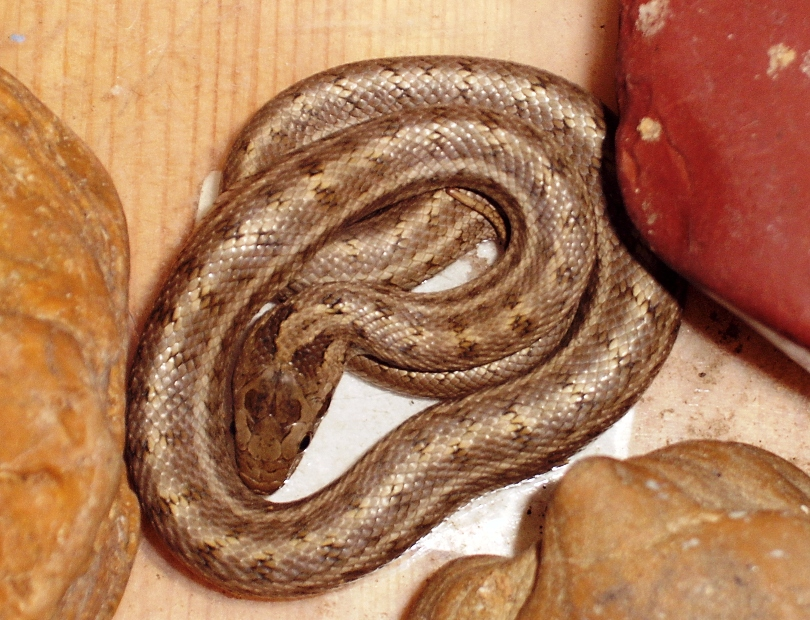
Узорчатый полоз
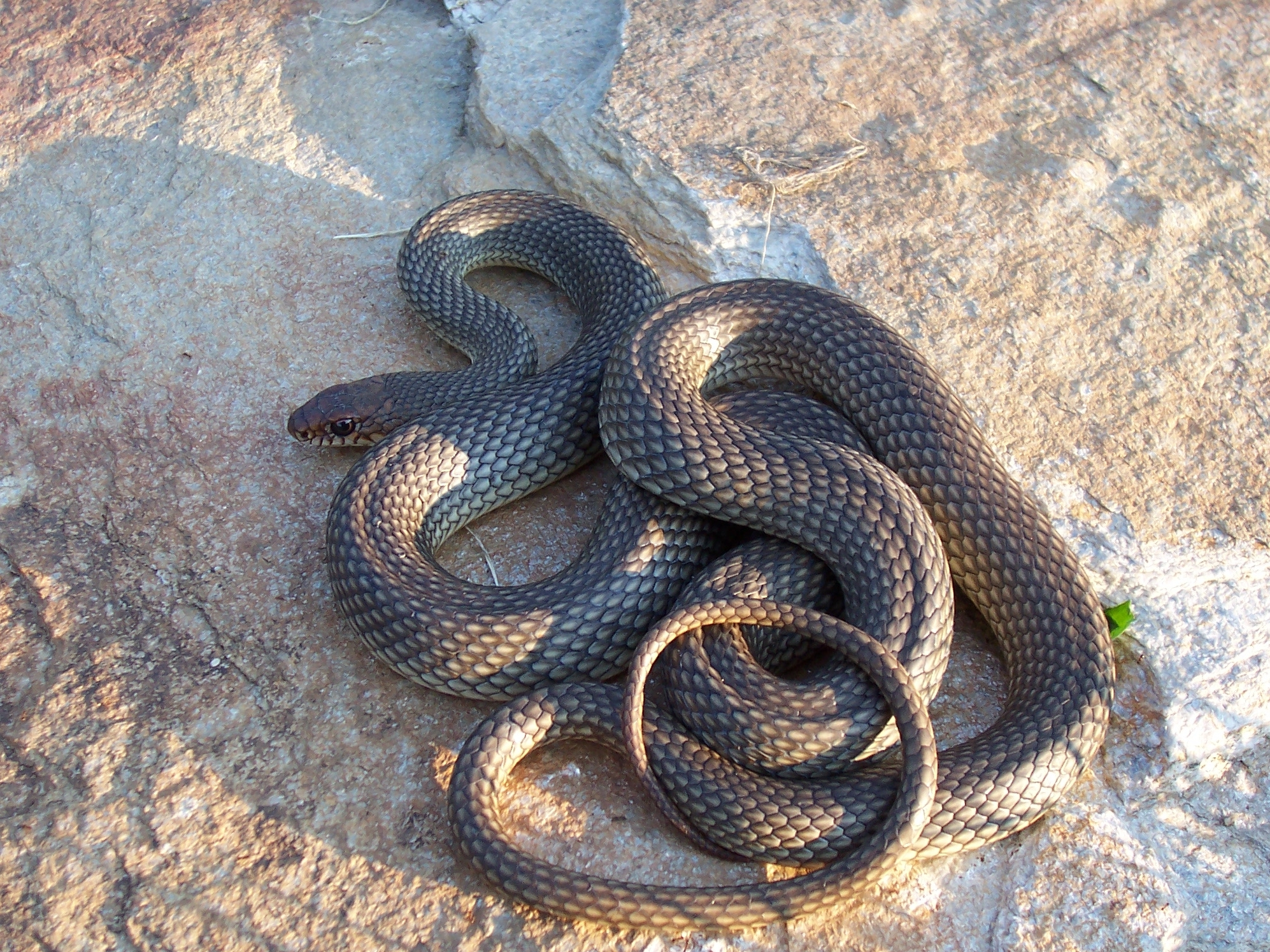
Желтобрюхий полоз

Земноводные
Из земноводных (Amphibia) обычны — озерная лягушка и зелёная жаба.
Зелёные жабы (Bufo viridis) — наземные животные. Большую часть жизни проводят на суше. Днём прячутся в различных укрытиях (в норах грызунов, под камнями, в подвалах, а активны в первую половину ночи. Они единственные представители семейства на территории города. Их можно встретить в городских дворах, особенно на окраинах. В конце апреля-мае зелёные жабы мигрируют к водоёмам для размножения.
Озёрные лягушки (Rana ridibunda) — самые крупные и многочисленные земноводные области, а также единственные представители семейства на территории областного центра. Встречаются в водоёмах различного типа. Всю жизнь проводят в воде и у воды.
Птицы
Птицы (Aves) — наиболее разнообразная в видовом отношении группа позвоночных на территории города. Наибольшее число видов птиц на территории Волгограда принадлежит к отряду воробьинообразных (Passeriformes). Максимальное видовое разнообразие отмечается весной. Около 40 видов зимуют на территории города. Примерно третья их часть встречается нерегулярно: свиристель (Bombycilla garrulus), снегирь (Pyrrhula pyrrhula), чечётка (Acanthis flammea) и другие. Некоторые виды становятся зимующими или частично зимующими в последнее время в связи с благоприятными условиями на территории города. К ним относятся некоторые чайки, скворец (Sturnus vulgaris), зеленушка (Chloris chloris), кольчатая горлица (Streptopelia decaocto), зяблик (Fringilla coelebs), а также кряквы (Anas platyrhynchos), крохали (Mergus merganser) и чернети использующие незамерзающие участки акваторий (нижний бьеф ГЭС, стоки тёплых вод ТЭЦ, промышленных и коммунальных предприятий). Зимующие птицы обычно держатся стаями.

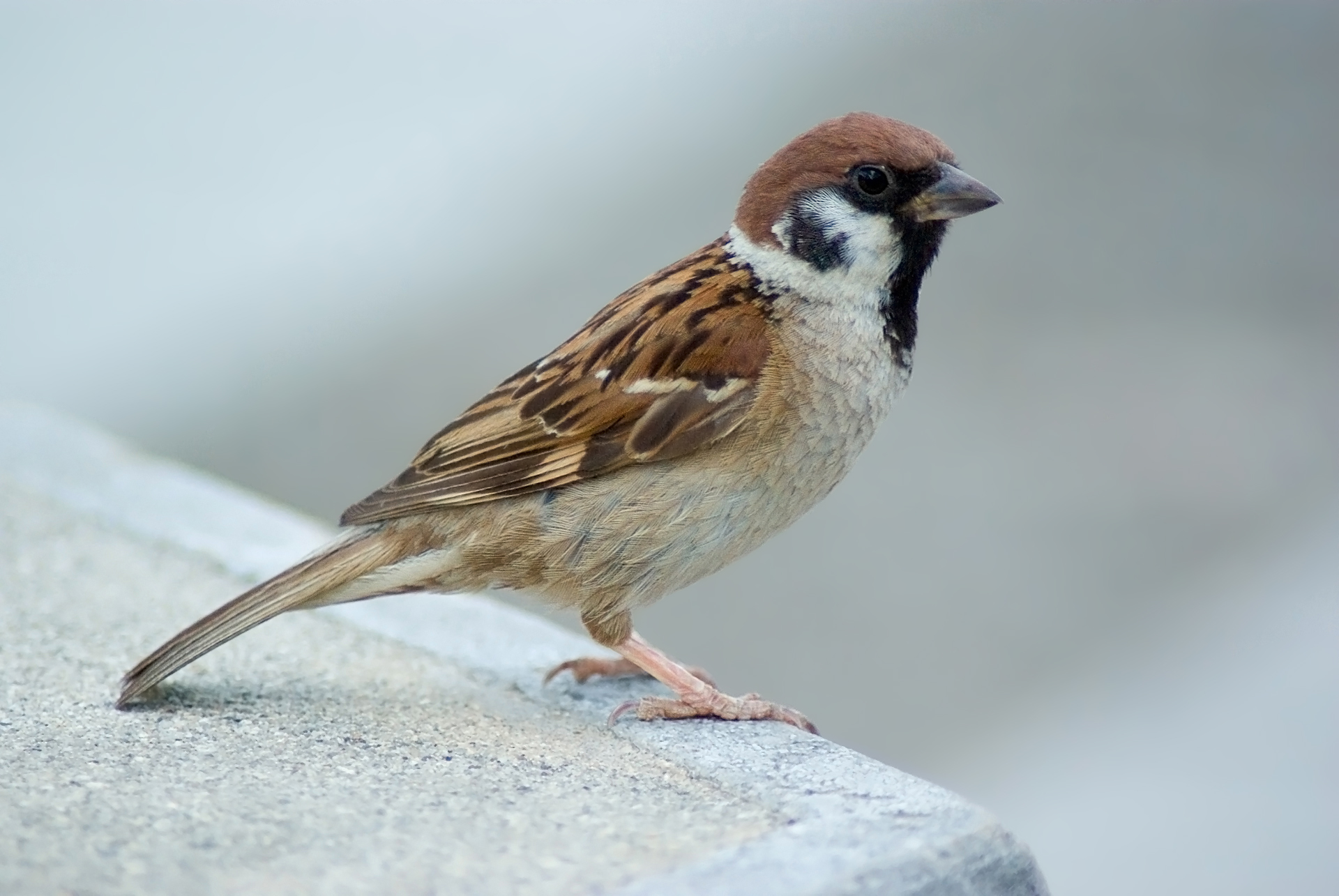
Полевой воробей
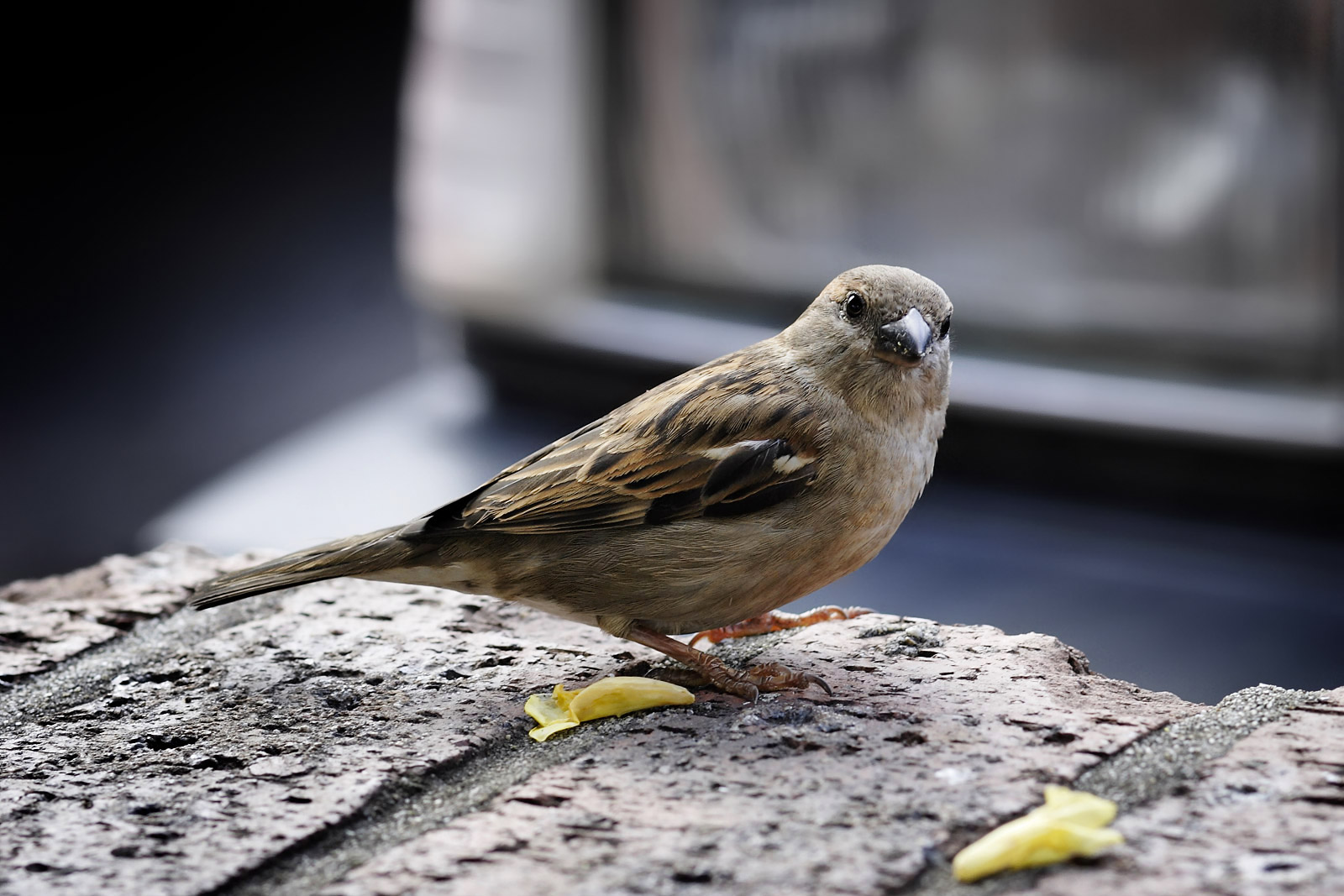
Домовый воробей
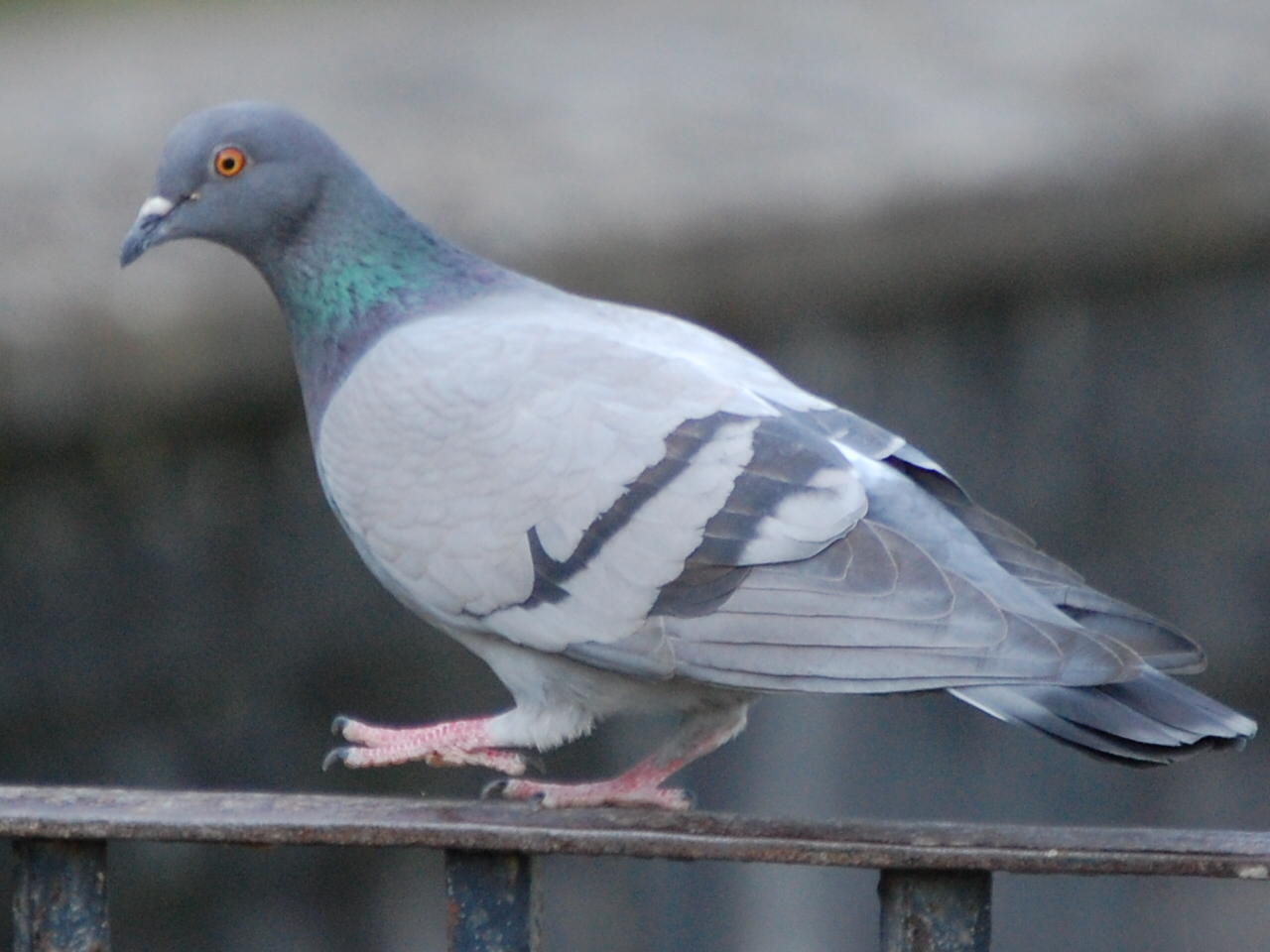
Сизый голубь
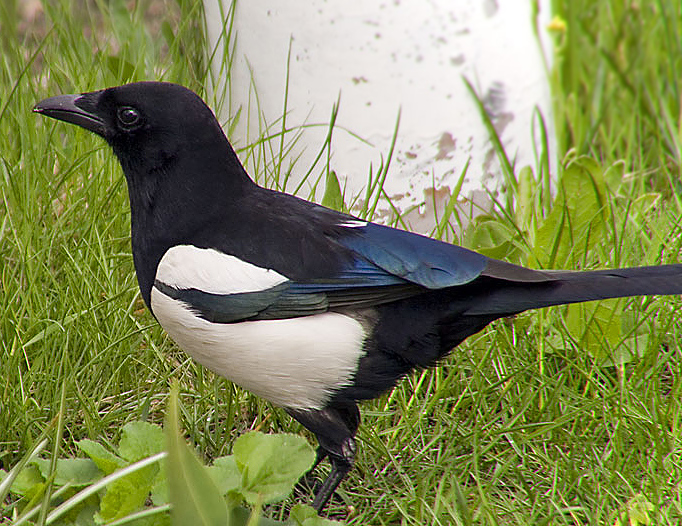
Сорока

Фактор беспокойства со стороны людей, врановых птиц, бродячих кошек и собак не дает некоторым видам птиц закрепиться в городской среде.
Наибольшее видовое разнообразие наблюдается на участках малоэтажной застройки с хорошим озеленением и в частном секторе.
В парках центральной части города гнездятся 7-11, а в лесопосадках Мамаева кургана 18-25 видов птиц.

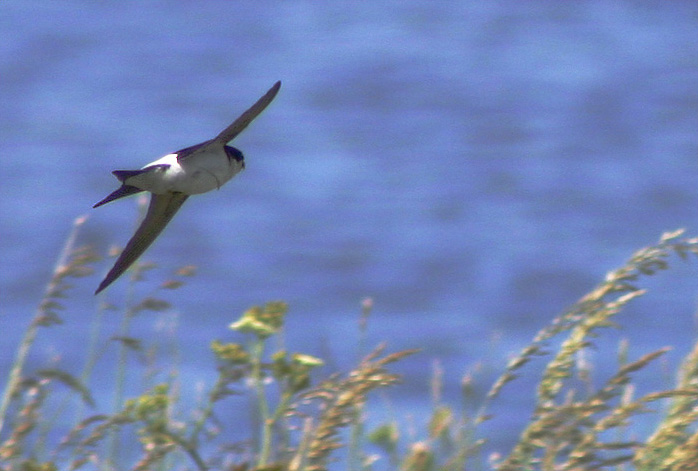
Городская ласточка
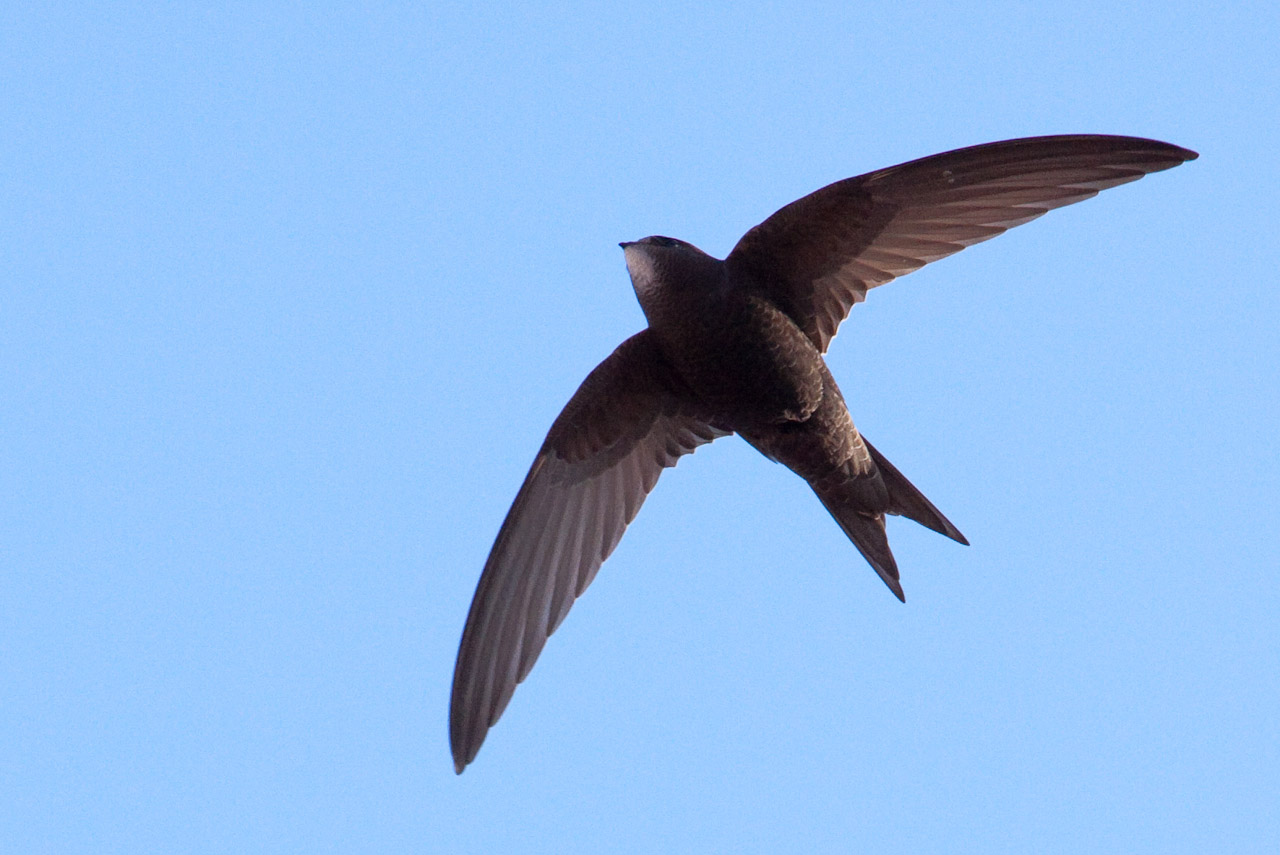
Стриж
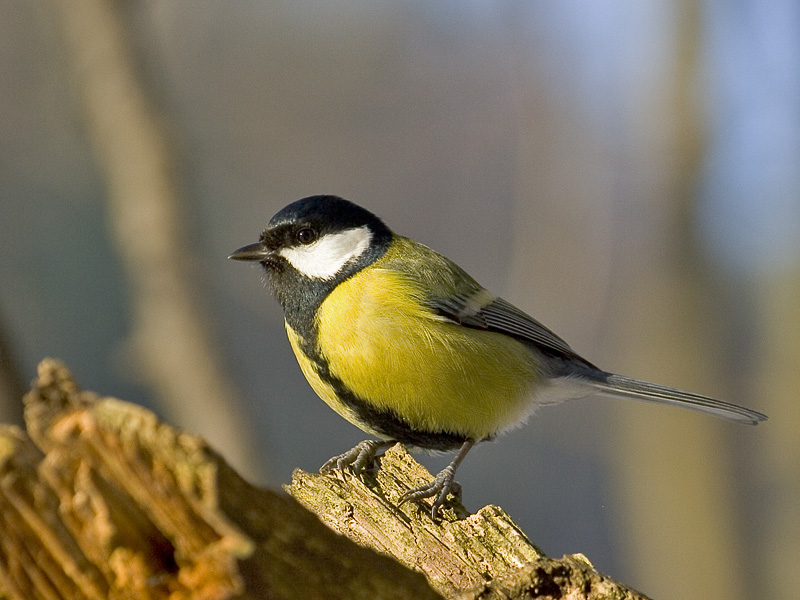
Большая синица
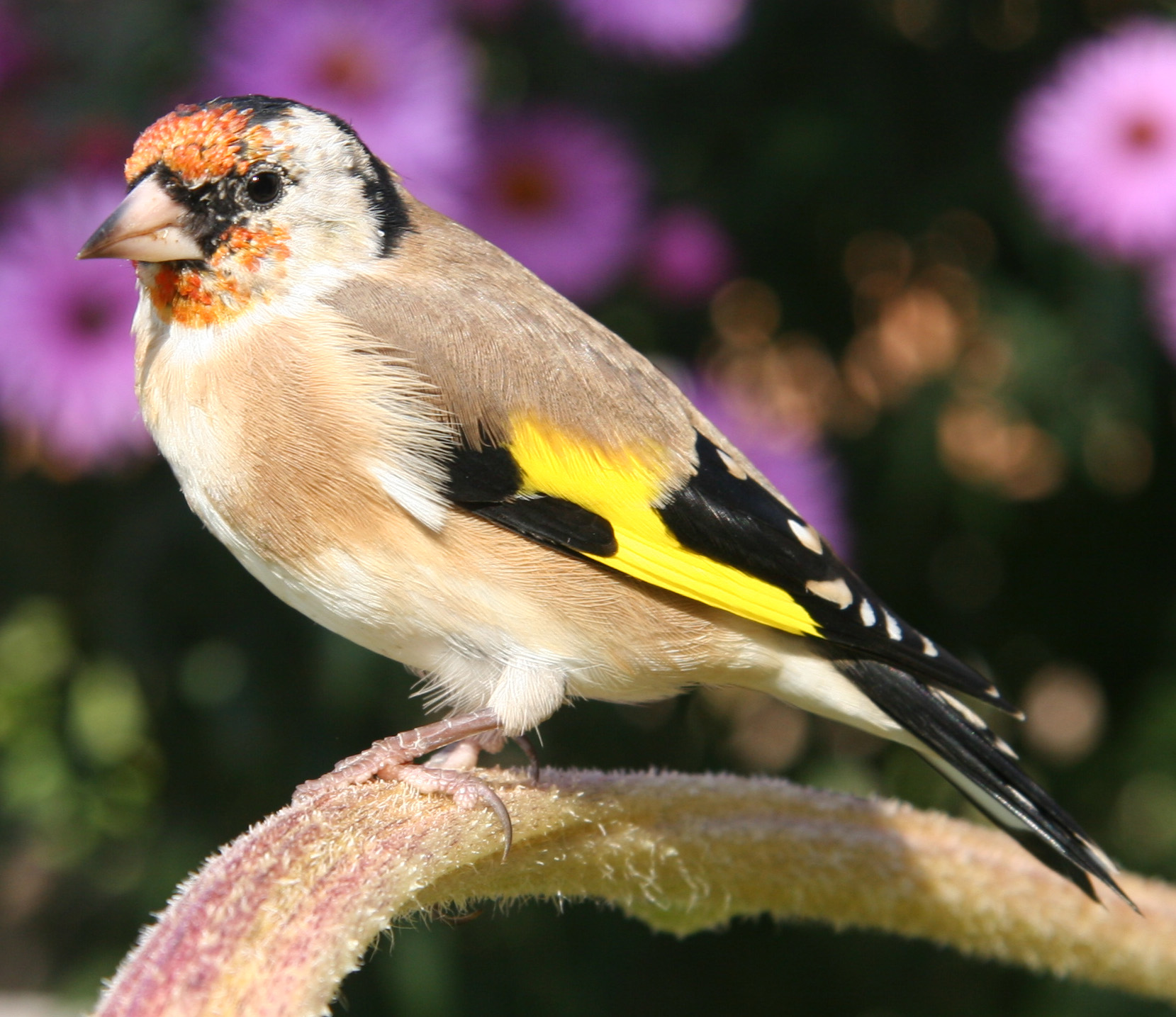
Щегол

Наиболее обычны сизый голубь (Columba livia), сорока (Pica pica) домовый (Passer domesticus) и полевой воробьи (Passer montanus), грач (Corvus frugilegus), серая ворона (Corvus cornix), большая синица (Parus major), хохлатый жаворонок (Galerida cristata), щеглы (Carduelis carduelis), чёрные стрижи (Apus apus) и городские ласточки (Delichon urbicum).

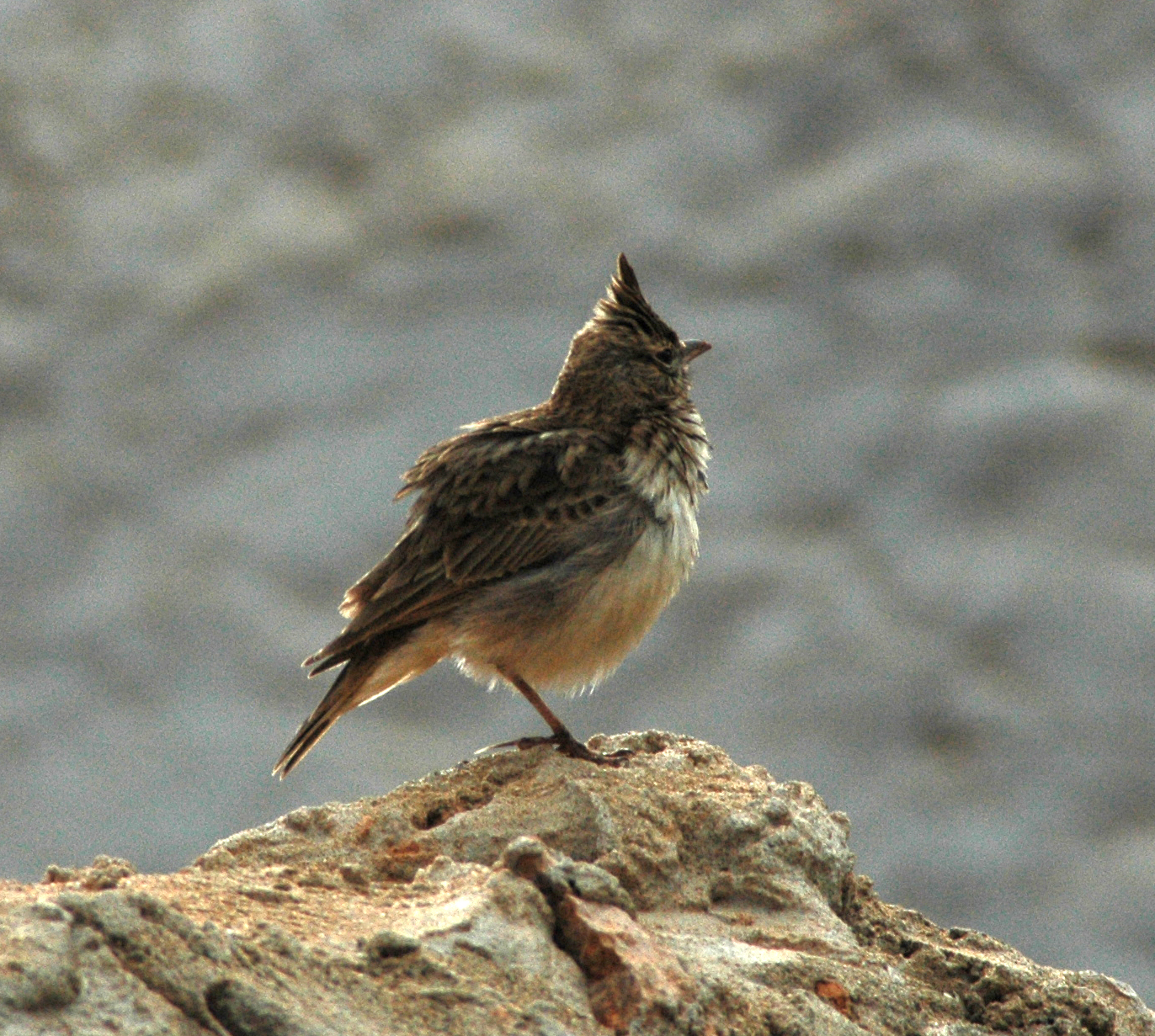
Хохлатый жаворонок
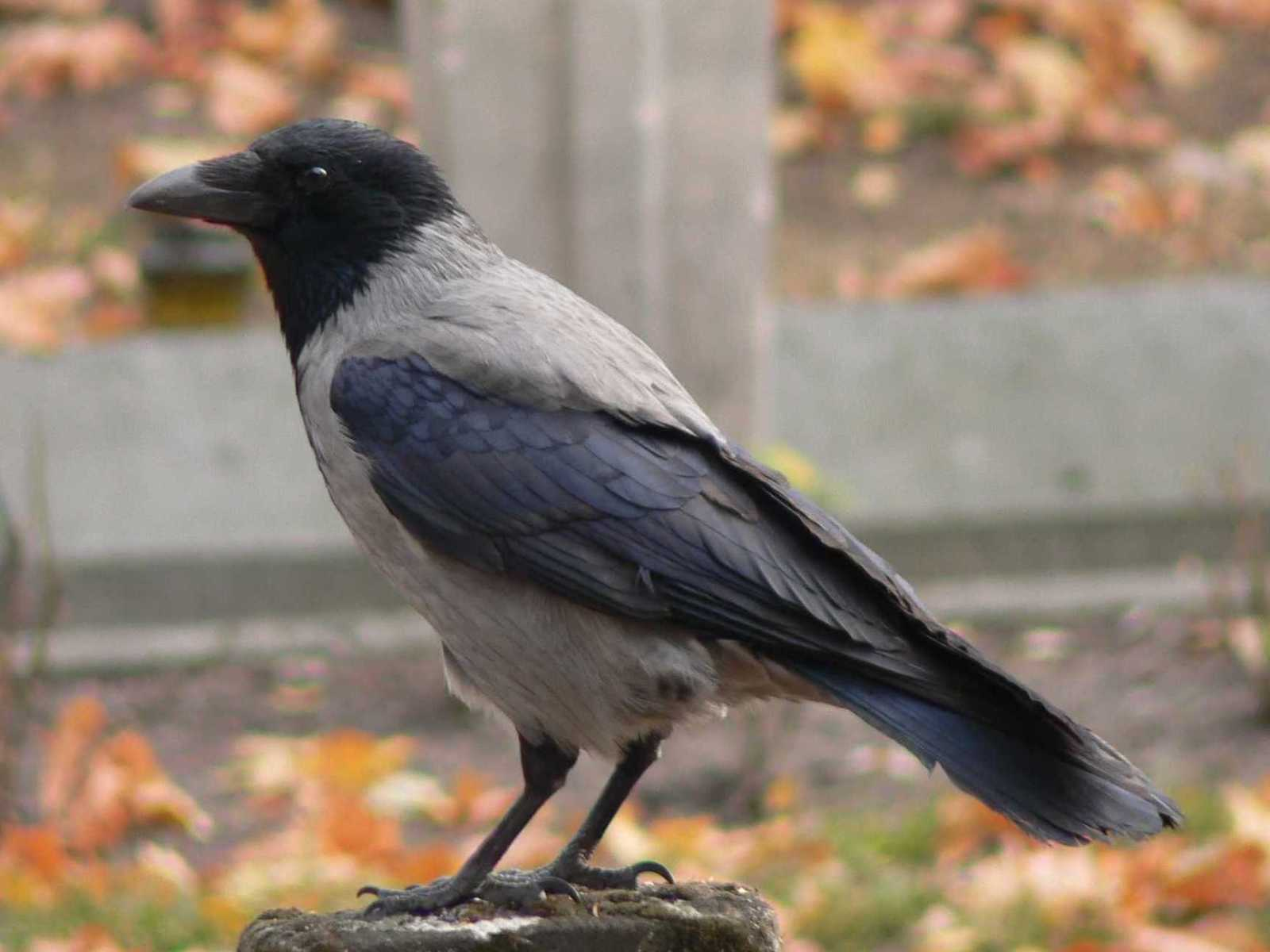
Серая ворона
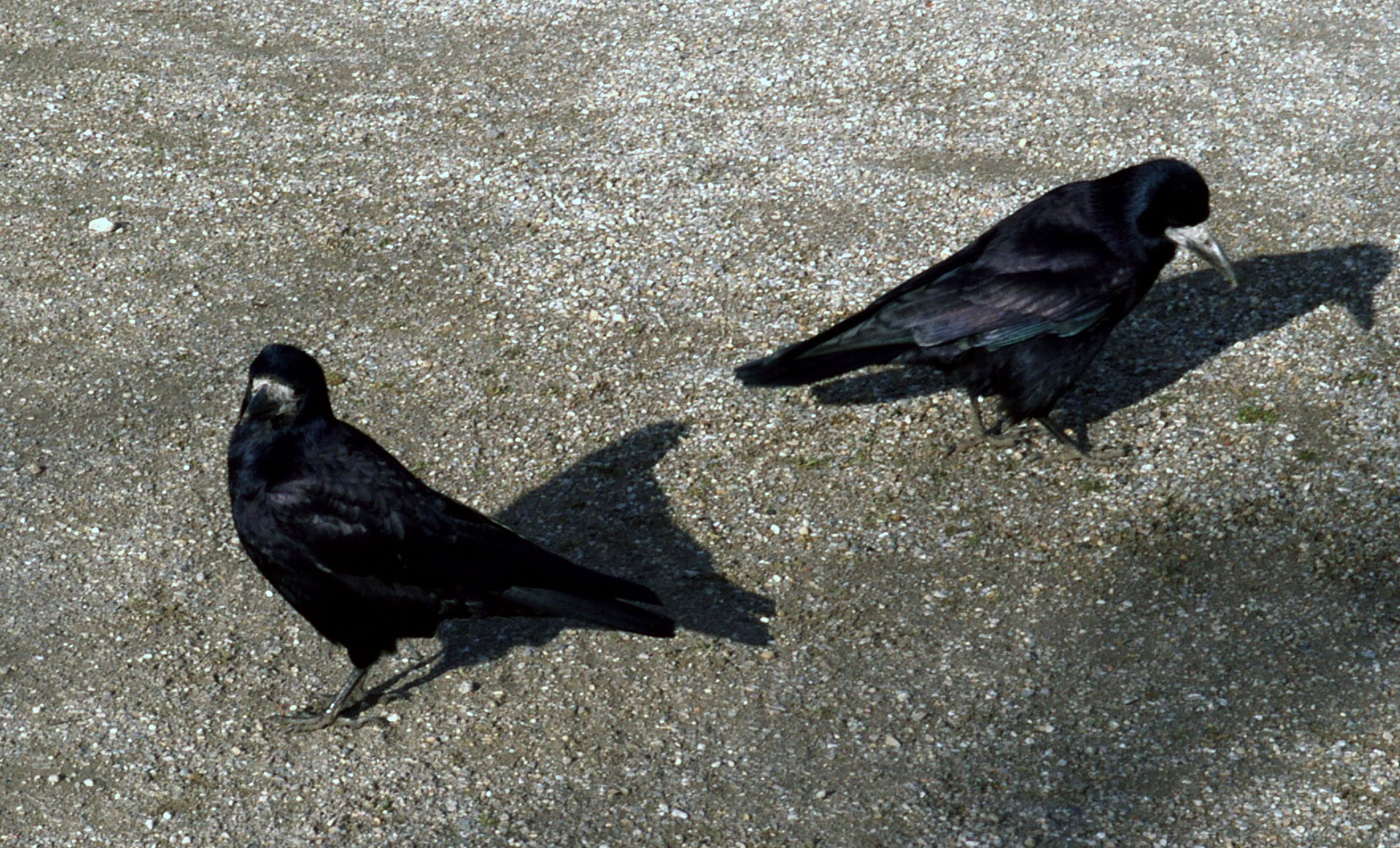
Грач
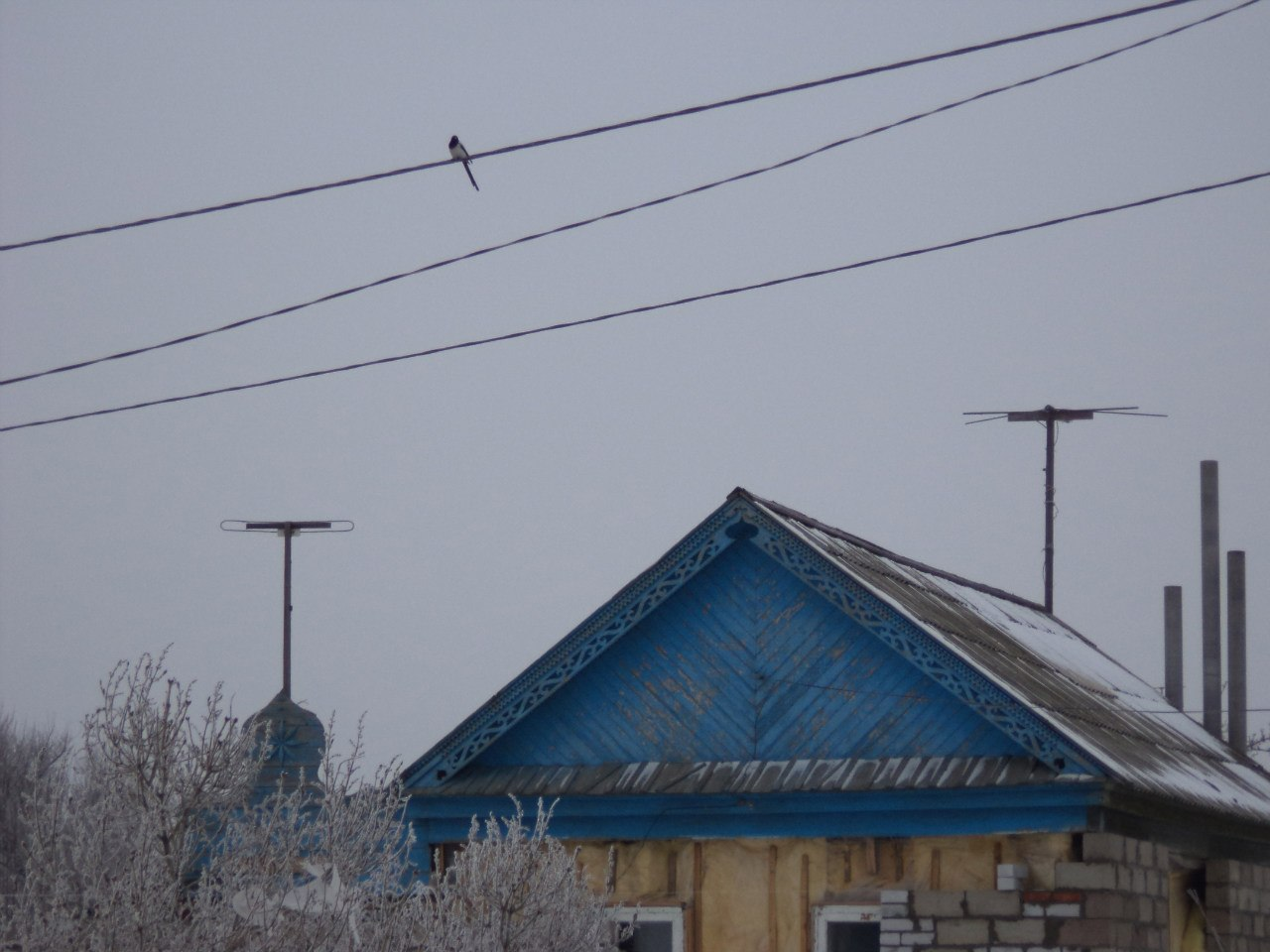
Сорока в частном секторе на Спартановке.

Млекопитающие
Из млекопитающих (Mammalia) обычны грызуны, особенно домовые мыши (Mus musculus) и серые крысы (Rattus norvegicus). Встречаются зайцы-русаки (Lepus europaeus), двухцветные кожаны (Vespertilio murinus), восточноевропейские (Erinaceus concolor) и ушастые ежи (Hemiechinus auritus)

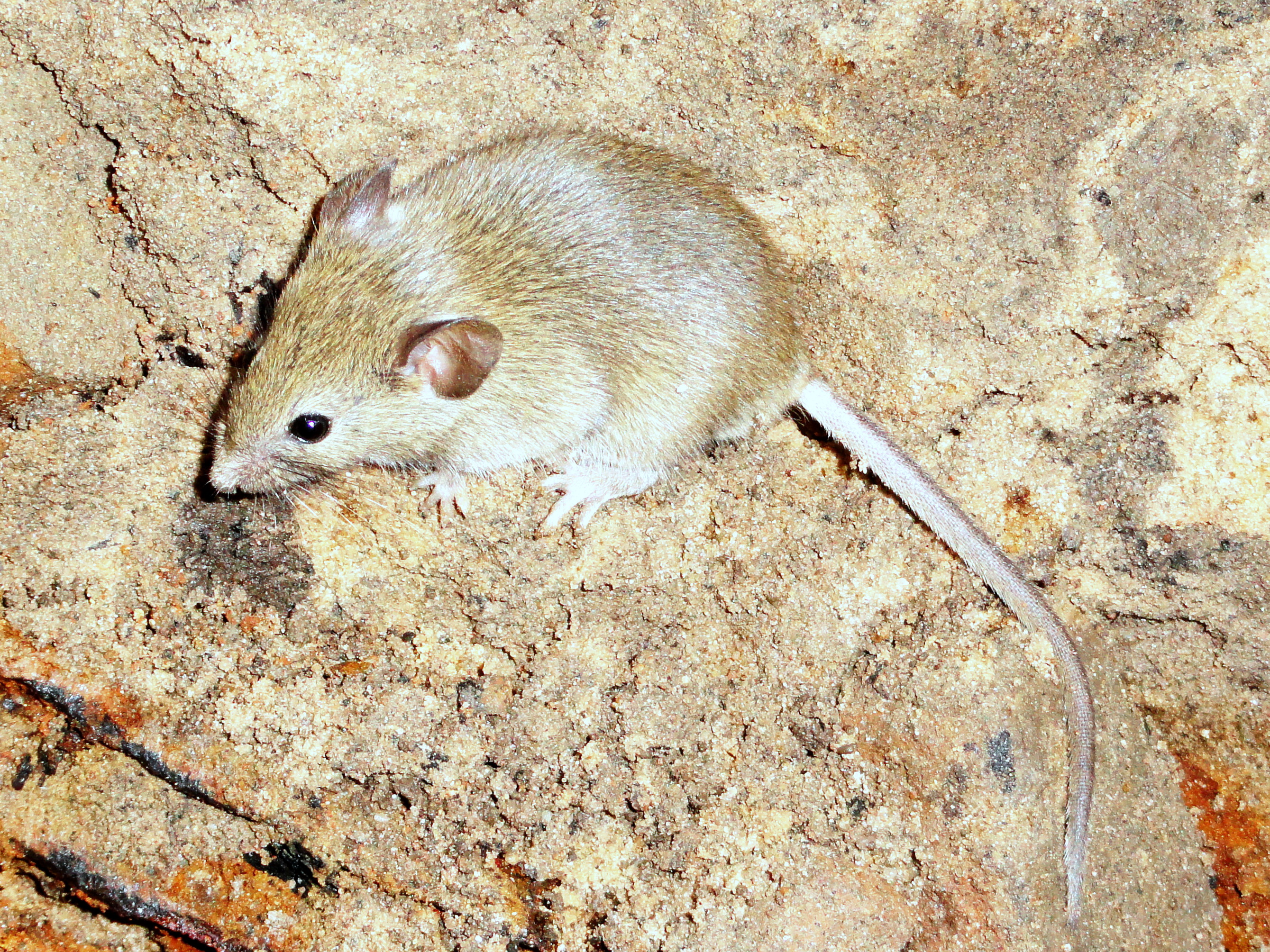
Мышь домовая
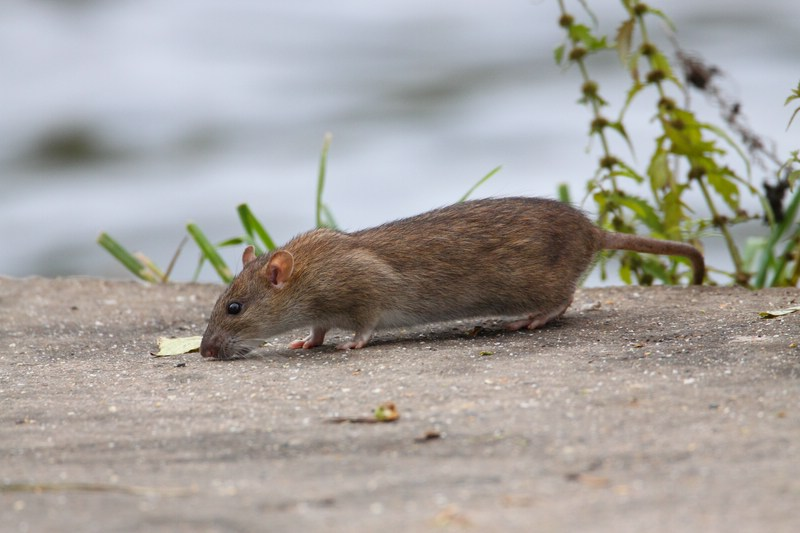
Серая крыса
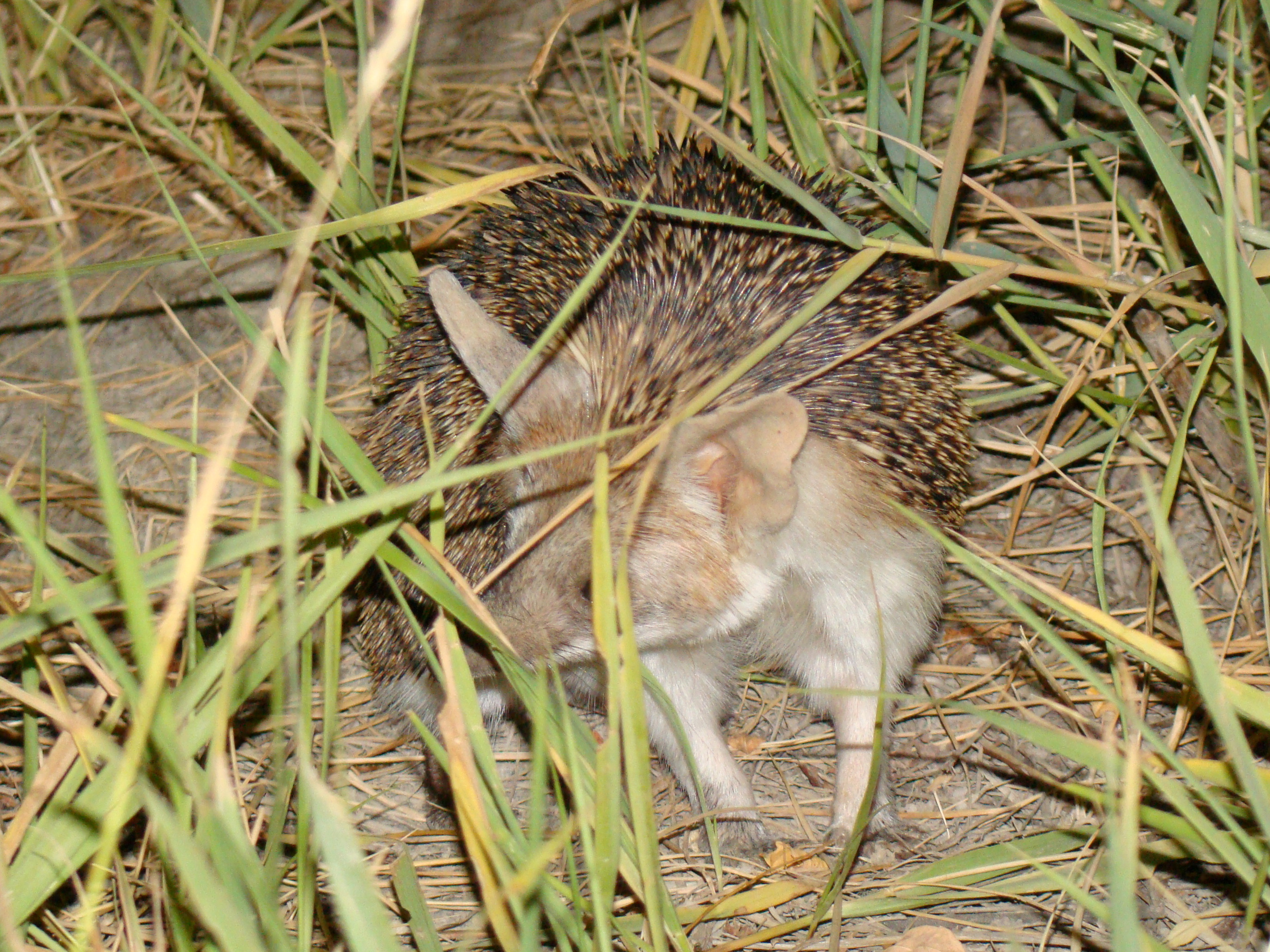
Ушастый ёж
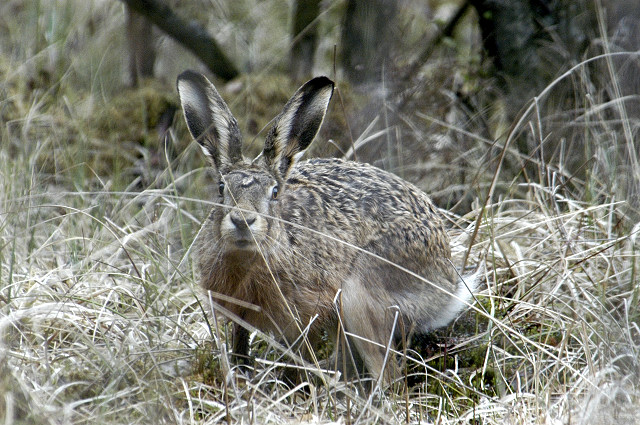
Заяц-русак

Многочисленны популяции бродячих кошек (Felis silvestris catus) и собак (Canis lupus familiaris).
Волки (Canis lupus lupus), изредка могут зимой забегать на окраины Волгограда.
В одной из газет города за 2006 год есть статья про молодого волка (вид и возраст животного определены не специалистами), приходившего по ночам играть с собаками на автомобильную стоянку в Дзержинском районе.
С этими животными вероятно связан один из топонимов города. Ранее, на территории Центрального стадиона находилась Волчья балка. По некоторым свидетельствам её название произошло от водившихся там волков.

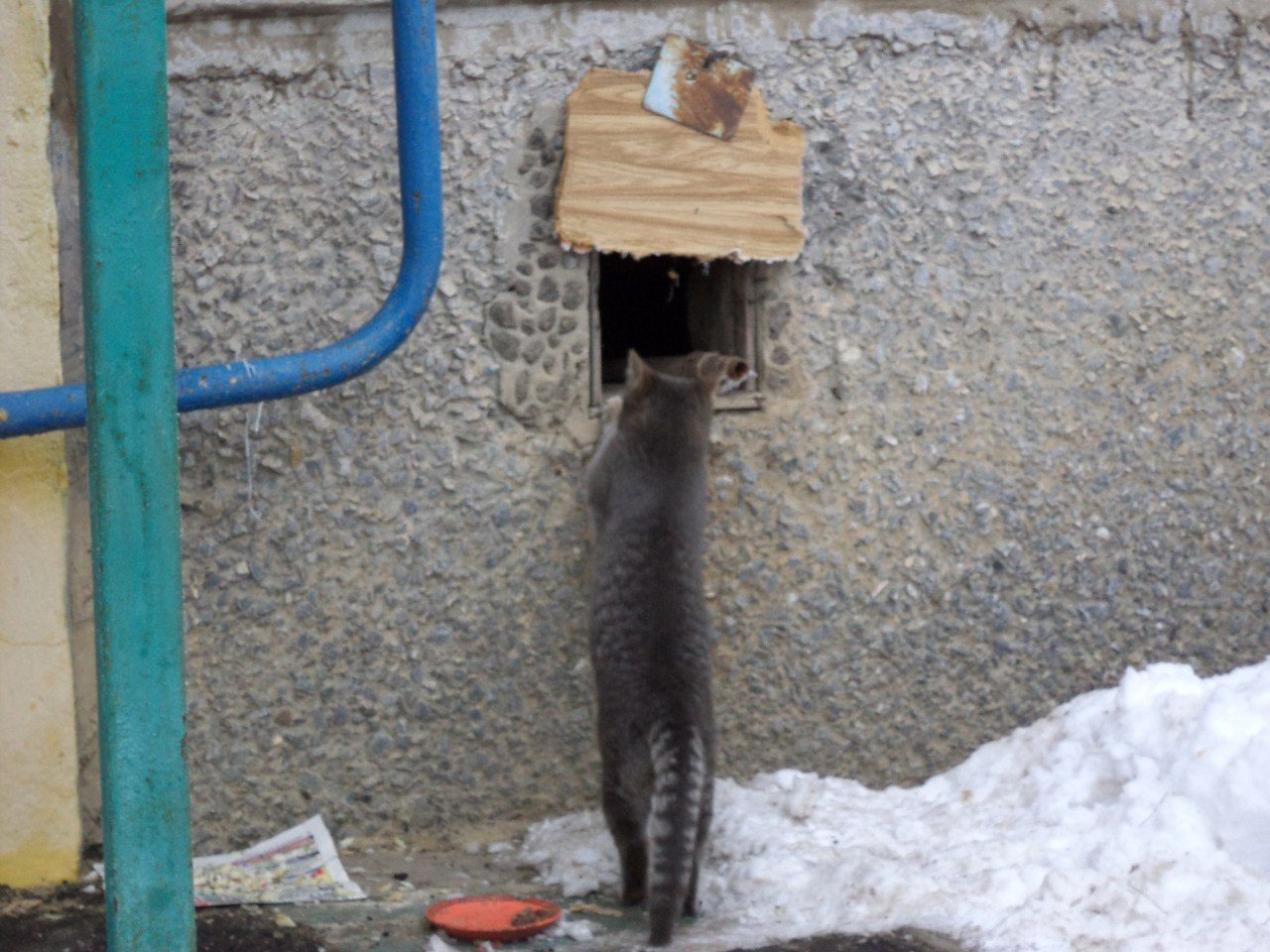
Felis silvestris catus
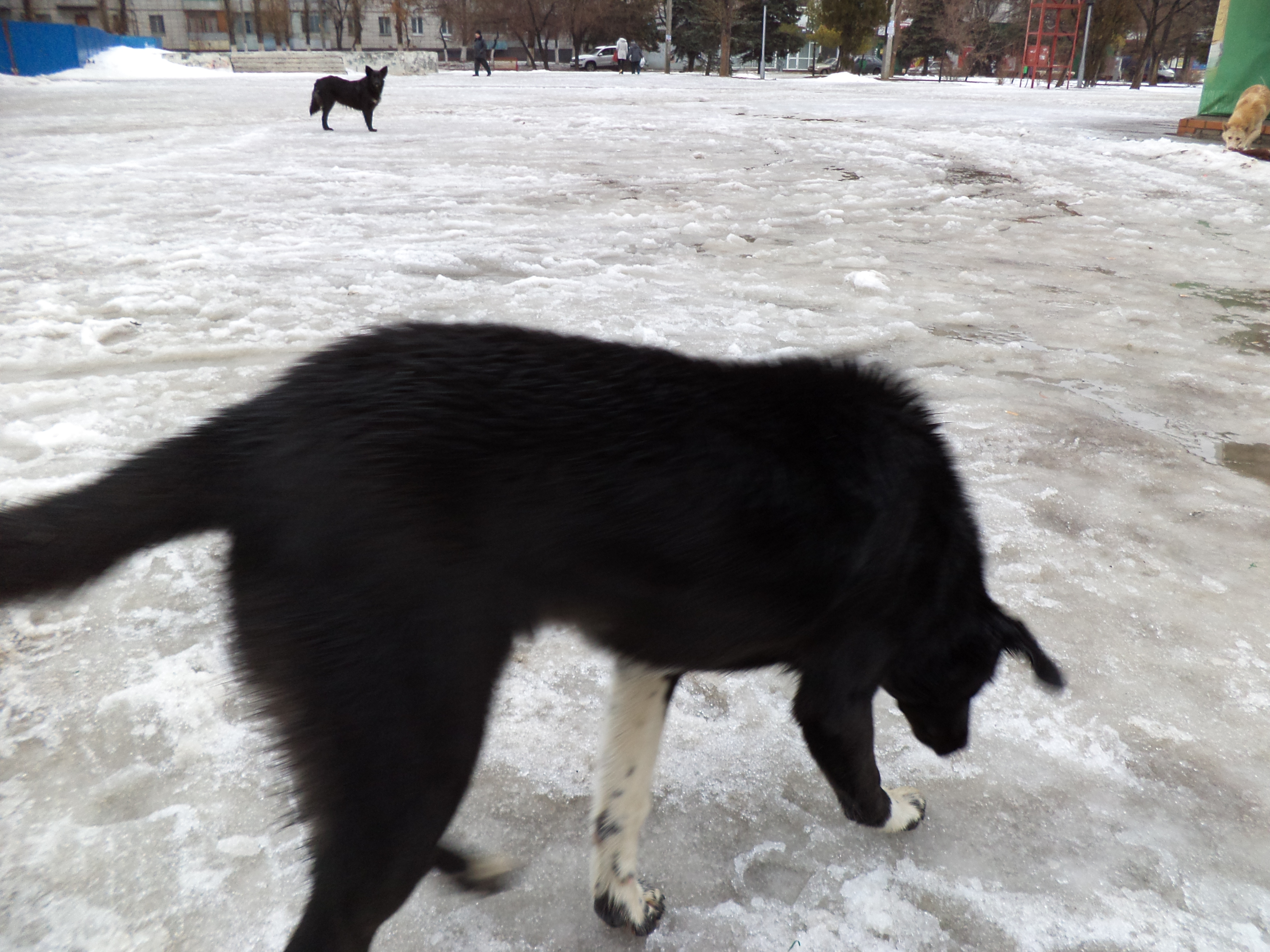
Canis lupus familiaris
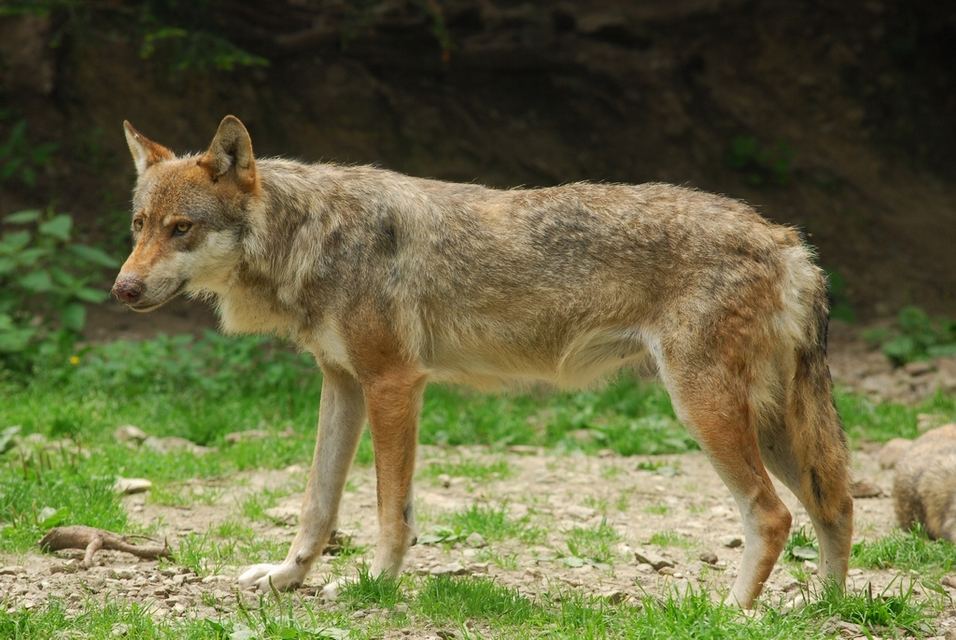
Canis lupus lupus
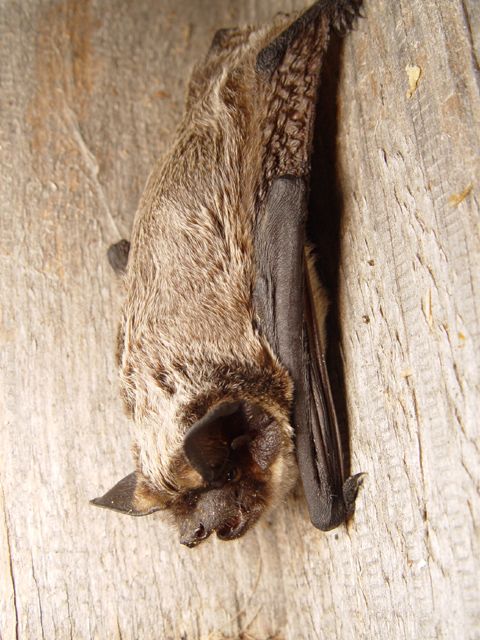
Vespertilio murinus

С обитающими на острове Сарпинском зайцами русаками связано название селений Большие и Малые Зайчики, располагавшихся ранее у Культбазы, на возвышении. Зайцы спасались там от воды в половодье и зачастую становились добычей селян. Сейчас на этом месте дачный массив.

## Охрана
На численность и видовой состав животного мира Волгограда отрицательно влияет сложная экологическая обстановка. Основные источники загрязнения — выхлопные газы, отходы предприятий и бытовой мусор. По состоянию воздушной среды город Волгоград входит в список городов России с высоким уровнем загрязнения атмосферного воздуха.
Не меньшее негативное влияние на биоразнообразие и количественные характеристики фауны города оказывает недостаточность озеленения и видового разнообразия растений в составе зелёных зон.
Из-за отсутствия специальных защитных устройств на линиях электропередач гибнут различные, в том числе редкие виды птиц.
В нижнем бьефе Волжской ГЭС запрещён лов рыбы по правому берегу до устья реки Мокрая Мечётка.